# Betty Tompkins
Pour les articles homonymes, voir Tompkins.
 (janvier 2022).
La mise en forme du texte ne suit pas les recommandations de Wikipédia : il faut le « wikifier ».
Les points d'amélioration suivants sont les cas les plus fréquents. Le détail des points à revoir est peut-être précisé sur la page de discussion.
- Les titres sont pré-formatés par le logiciel. Ils ne sont ni en capitales, ni en gras.
- Le texte ne doit pas être écrit en capitales (les noms de famille non plus), ni en gras, ni en italique, ni en « petit »…
- Le gras n'est utilisé que pour surligner le titre de l'article dans l'introduction, une seule fois.
- L'italique est rarement utilisé : mots en langue étrangère, titres d'œuvres, noms de bateaux, etc.
- Les citations ne sont pas en italique mais en corps de texte normal. Elles sont entourées par des guillemets français : « et ».
- Les listes à puces sont à éviter, des paragraphes rédigés étant largement préférés. Les tableaux sont à réserver à la présentation de données structurées (résultats, etc.).
- Les appels de note de bas de page (petits chiffres en exposant, introduits par l'outil «  Source ») sont à placer entre la fin de phrase et le point final[comme ça].
- Les liens internes (vers d'autres articles de Wikipédia) sont à choisir avec parcimonie. Créez des liens vers des articles approfondissant le sujet. Les termes génériques sans rapport avec le sujet sont à éviter, ainsi que les répétitions de liens vers un même terme.
- Les liens externes sont à placer uniquement dans une section « Liens externes », à la fin de l'article. Ces liens sont à choisir avec parcimonie suivant les règles définies. Si un lien sert de source à l'article, son insertion dans le texte est à faire par les notes de bas de page.
- La présentation des références doit suivre les conventions bibliographiques. Il est recommandé d'utiliser les modèles {{Ouvrage}}, {{Chapitre}}, {{Article}}, {{Lien web}} et/ou {{Bibliographie}}. Le mode d'édition visuel peut mettre en forme automatiquement les références.
- Insérer une infobox (cadre d'informations à droite) n'est pas obligatoire pour parachever la mise en page.

Pour une aide détaillée, merci de consulter Aide:Wikification.
Si vous pensez que ces points ont été résolus, vous pouvez retirer ce bandeau et améliorer la mise en forme d'un autre article.
Betty Tompkins (née en 1945) est une artiste peintre américaine. L'iconographie développée par Betty Tompkins est presque exclusivement composée d'images photoréalistes représentant explicitement des actes intimes hétérosexuels et homosexuels,,.
Aux côtés d'artistes telles que Carolee Schneemann, Yoko Ono, Valie Export, Joan Semmel, Lynda Benglis et Judy Chicago, Tompkins est aujourd'hui considérée comme une pionnière de l'art féministe. Tompkins est répertoriée dans la base d'art féministe du Elizabeth A. Sackler Center for Feminist Art du Brooklyn Museum.

## Jeunesse et éducation
Tompkins est née en 1945 à Washington, DC et a grandi à Philadelphie, en Pennsylvanie.
Tompkins a obtenu son diplôme BFA de l'Université de Syracuse dans les années 1960. Elle a ensuite occupé un poste d'enseignante au Central Washington State College à Ellensburg, dans l'État de Washington, peu de temps après avoir épousé son premier mari, Don Tompkins. Don Tompkins avait été l'un de ses professeurs à l'Université de Syracuse,.
Elle a obtenu son diplôme d'études supérieures au Central Washington State College, voyageant entre Ellensburg et New York.

## Carrière
Lorsqu'elle épousa Don Tompkins celui-ci possédait une collection d'images pornographiques qu'il commandait en Asie afin de détourner les lois américaines sur l'obscénité. Ces images ont influencé son premier corpus d'œuvres, les Fuck Paintings,.
En 2002, Jerry Saltz a partagé une image des Fuck Paintings de Tompkins avec le galeriste Michell Algus, à la suite de quoi ce dernier lui proposa une exposition personnelle dans sa galerie de New York. Tompkins n'avait pas eu d'exposition personnelle depuis près de 15 ans et cette exposition a contribué à relancer publiquement sa carrière artistique. Elle est invitée à la 7e Biennale d'Art Contemporain de Lyon en 2003, et un an plus tard, le Centre Pompidou achète une de ses œuvres pour sa collection permanente.
En 2018, elle a reçu un Anonymous Was a Woman Award.

## Collections des musées publics
Le travail de Tompkins est conservé dans de nombreuses collections de musées publics, notamment:
- Fuck Painting #1 (1969), Centre Georges Pompidou, Paris, France[12]
- Ayrshire Classe D (1979), Allen Memorial Art Museum, Oberlin, Ohio, États-Unis[13]
- Collège Oberlin, (Oberlin, Ohio)
- Musée Paterson, (Paterson, New Jersey)
- Musée de la ville de New York, (New York City)
- Musée d'art des Alleghenies du Sud, (Pennsylvanie)
- Musée et centre de la nature de Stamford, (Stamford, Connecticut)

## Expositions en France
- Confort Moderne (Poitiers), exposition Tainted Love (where did our love go), commissariat Yann Chevalier
- Villa Arson (Nice), exposition Tainted Love / Club Edit, commissariat Yann Chevalier[14]
- Centre Pompidou (Paris), exposition Elles@centrepompidou, commissariat Camille Morineau et Cécile Debray
- MO.CO (Montpellier), exposition Raw:Material, commissariat Vincent Honoré